# Yours, Mine and Ours
Yours, Mine and Ours é um filme estadunidense de 1968, do gênero comédia, dirigido por Melville Shavelson e baseado no livro Who Gets the Drumsticks? de Helen Eileen Beardsley e em história de Madelyn Davis e Bob Carroll Jr.
Lucille Ball coproduziu o filme, por meio da Desilu Productions. Em 2005 esse filme teria um remake homônimo com Dennis Quaid e Rene Russo.

## Sinopse
Uma viúva com oito filhos casa com um viúvo que tem dez filhos. Eles procuram uma casa que possa abrigá-los e precisam resolver os problemas que inevitavelmente aparecem numa família tão numerosa.

## Elenco
- Lucille Ball ....  Helen North Beardsley
- Henry Fonda ....  Frank Beardsley
- Van Johnson ....  Darrel Harrison
- Louise Troy ....  Madeleine Love
- Sidney Miller ....  dr. Ashford
- Tom Bosley ....  médico da família
- Nancy Howard ....  Nancy Beardsley
- Walter Brooke ....  Howard Beardsley
- Tim Matheson ....  Mike Beardsley
- Gil Rogers ....  Rusty Beardsley
- Nancy Roth ....  Rosemary Beardsley
- Gary Goetzman ....  Greg Beardsley
- Morgan Brittany ....  Louise Beardsley
- Holly O'Brien ....  Susan Beardsley
- Michele Tobin ....  Veronica Beardsley
- Maralee Foster ....  Mary Beardsley
- Tracy Nelson ....  Germaine Beardsley
- Stephanie Oliver ....  Joan Beardsley
- Jennifer Leak ....  Colleen North
- Kevin Burchett ....  Nicky North
- Kimberly Beck ....  Janette North
- Mitch Vogel ....  Tommy North
- Margot Jane ....  Jean North
- Eric Shea ....  Phillip North
- Greg Atkins ....  Gerald North
- Lynnell Atkins ....  Teresa North
- Marjorie Eaton .... governanta #3

## Prêmios e indicações
Globo de Ouro 1969 (EUA)
- Indicado na categoria de melhor filme - musical / comédia e melhor atriz - musical / comédia (Lucille Ball).

Writers Guild of America 1969 (EUA)
- Venceu na categoria de melhor roteiro de comédia americana.

Laurel Awards 1968 (EUA)
- Venceu na categoria de melhor atuação feminina em comédia (Lucille Ball).
- Terceiro lugar melhor atuação masculina em comédia (Henry Fonda).